# 韦埃拉加努尔
韦埃拉加努尔（Veeraganur），是印度泰米尔纳德邦Salem县的一个城镇。总人口10534（2001年）。

## 人口
该地2001年总人口10534人，其中男性5355人，女性5179人；0—6岁人口1189人，其中男628人，女561人；识字率59.12%，其中男性为68.24%，女性为49.70%。